# Centraal Comité van de Koreaanse Arbeiderspartij

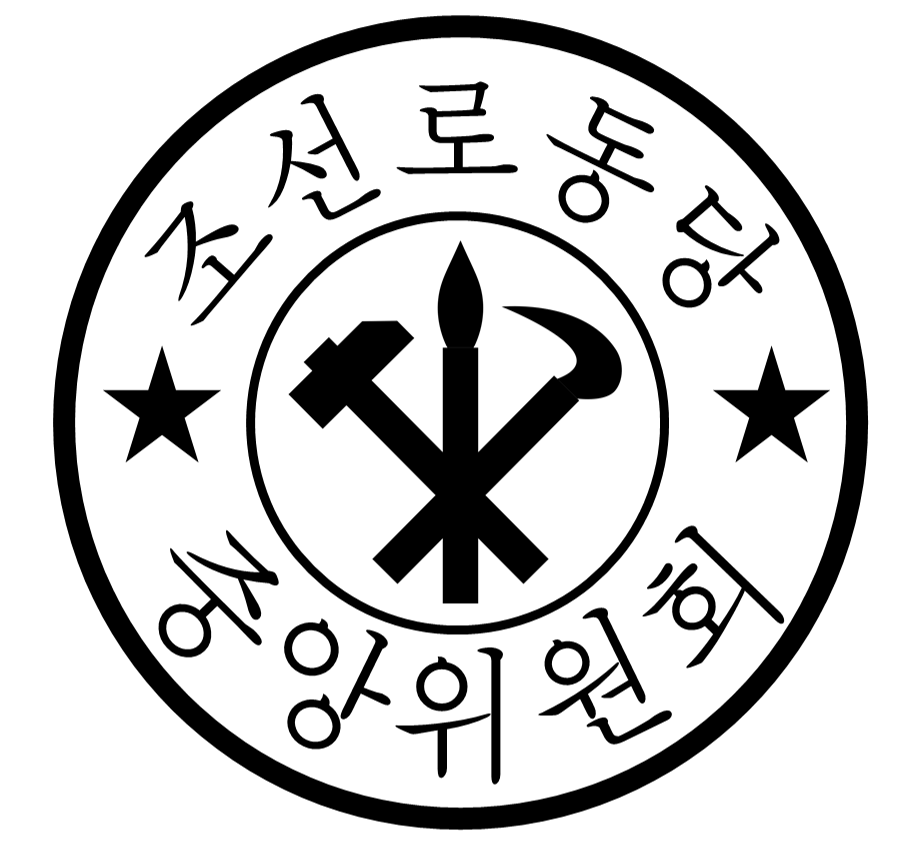
Een embleem van het Centraal Comité van de Koreaanse Arbeiderspartij

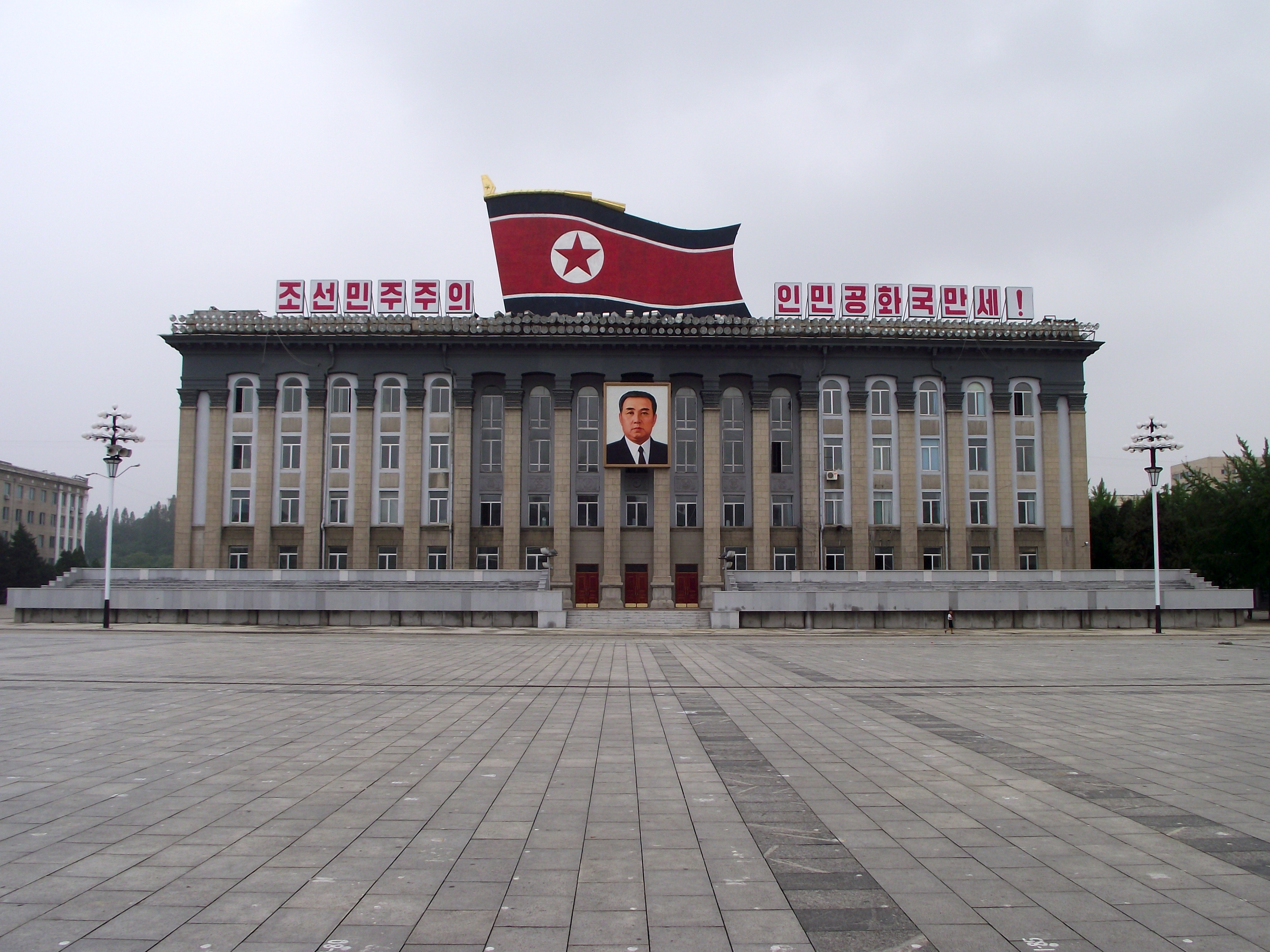
Gebouw van het Centraal Comité in Pyongyang

Het Centraal Comité van de Koreaanse Arbeiderspartij (Koreaans: 조선로동당 중앙위원회) is het hoogste partijorgaan tussen twee partijcongressen in. Het Centraal Comité wordt gekozen tijdens een partijcongres. Het Centraal Comité kent zowel stemhebbende leden als kandidaatsleden en komt gewoonlijk eens per jaar bijeen voor een vergadering (Plenum). Het Centraal Comité kiest als dagelijks bestuur het Politbureau dat formeel ondergeschikt is aan het Centraal Comité, maar in de praktijk veel machtiger is. Uit het midden van het Centraal Comité worden ook het Secretariaat, de Centrale Controlecommissie en de Centrale Militaire Commissie gekozen. Het hoofd van het Centraal Comité is de secretaris-generaal van de Koreaanse Arbeiderspartij (partijleider). Sinds 2021 wordt deze laatste functie bekleedt door Kim Jong-un.

## 8eCentraal Comité
Het huidige Centraal Comité werd op 10 januari 2021 gekozen tijdens het 8e Congres (8e Centraal Comité). Het Centraal Comité telt 139 leden en 111 kandidaatsleden.
| Centraal Comité    | Periode                              | Aantal leden |
| ------------------ | ------------------------------------ | ------------ |
| 1e Centraal Comité | 30 augustus 1946 - 30 maart 1948     | 43           |
| 2e Centraal Comité | 30 maart 1948 - 29 april 1956        | 98           |
| 3e Centraal Comité | 29 april 1956 - 18 september 1961    | 71           |
| 4e Centraal Comité | 18 september 1961 - 13 november 1970 | 87           |
| 5e Centraal Comité | 13 november 1970 - 14 oktober 1980   | 117          |
| 6e Centraal Comité | 14 oktober 1980 - 9 mei 2016         | 145          |
| 7e Centraal Comité | 9 mei 2016 - 10 januari 2021         | 129          |
| 8e Centraal Comité | 10 januari 2021 - heden              | 139          |

## Verwijzingen
Juche · Sŏn’gun ·
Congres (8e Congres) · Centraal Comité (8e Centraal Comité) · Secretariaat · Centrale Militaire Commissie · Centrale Controle Commissie · Politbureau (8e Politbureau) ·
Presidium van het Politbureau van de Koreaanse Arbeiderspartij (Leden) · Secretaris-generaal van de Koreaanse Arbeiderspartij (Lijst)